# 3-甲氧基吗喃
3-甲氧基吗喃是一种含氮有机化合物，化学式C17H23NO，具有局部麻醉作用，在体内由酶CYP3A4催化右美沙芬生成,，再由肝脏中的酶CYP2D6代谢。